# Srednje (Ilijaš)
Pour les articles homonymes, voir Srednje.
Srednje (en serbe cyrillique : Средње) est un village de Bosnie-Herzégovine. Il est situé dans la municipalité d'Ilijaš, dans le canton de Sarajevo et dans la fédération de Bosnie-et-Herzégovine. Selon les premiers résultats du recensement bosnien de 2013, il compte 371 habitants.

## Histoire
Sur le territoire du village se trouve une nécropole abritant 15 stećci, un type particulier de tombes médiévales ; le site est inscrit sur la liste des monuments nationaux de Bosnie-Herzégovine.

## Démographie

### Évolution historique de la population
| 1948 | 1953 | 1961 | 1971 | 1981 | 1991 | 2013 |
| ---- | ---- | ---- | ---- | ---- | ---- | ---- |
| -    | -    | 564  | 529  | 517  | 562  | 371  |

|  |

### Communauté locale
En 1991, la communauté locale de Srednje comptait 1 466 habitants, répartis de la manière suivante :